# Silicotubidae
Silicotubidae es una familia de foraminíferos bentónicos de la superfamilia Astrorhizoidea y del orden Textulariida o del orden Astrorhizida. Su rango cronoestratigráfico abarca el Senoniense (Cretácico superior).

## Clasificación
Silicotubidae incluye al siguiente género:
- Silicotuba †